# Куйбышевский район (Новокузнецк)
Ку́йбышевский район — один из шести административных районов города Новокузнецка. Один из старейших районов города.
Находится на юго-западе города. Район граничит на западе с Центральным районом Новокузнецка. Также район граничит с сельскими поселениями Новокузнецкого муниципального района: на юге — с Сосновским, на севере и западе — с Бунгурским, на юго-западе — с Костёнковским, на юго-востоке — с Еланским.

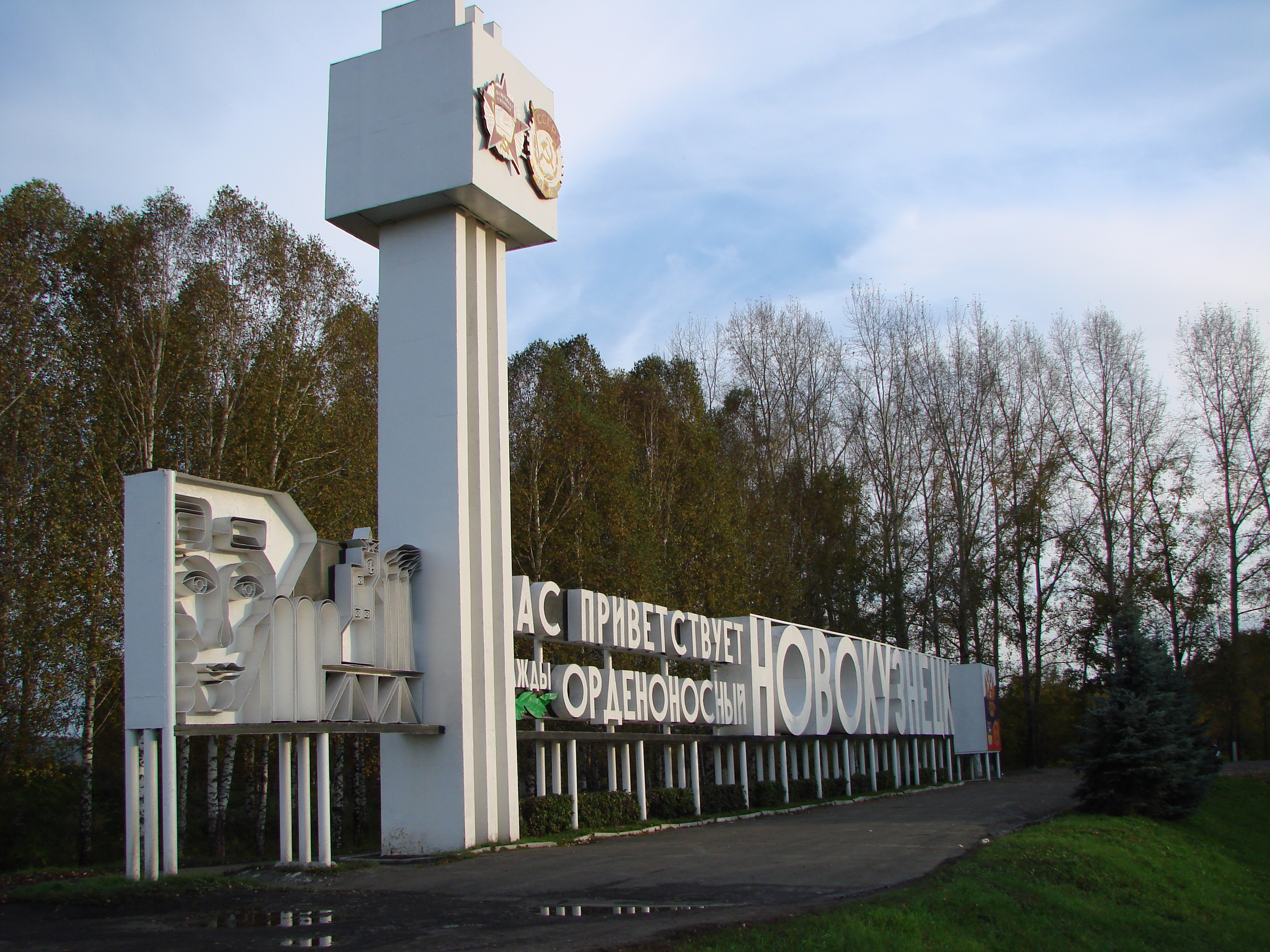
Стела на въезде в город «Вас приветствует дважды орденоносный Новокузнецк»

## История
В списке населённых мест Томской губернии за 1859 год упоминается деревня Черноусова (Бессонова, Араличева) с 200 жителями и православной часовней.
Куйбышевский район ныне располагается на месте деревни Горбуново, которая была основана в 1775 году с 90 жителями. Назван в честь советского государственного деятеля В. В. Куйбышева 14 февраля 1925 года.
Современный Куйбышевский район образован 19 мая 1941 года.
В 1949 году, взамен подвесному деревянному (построенному в начале 1930-х годов), в Дальнем Куйбышеве строится «Куйбышевский мост» через реку Аба.
В ноябре 2022 года в состав Куйбышевского района была передана территория Аэропорта «Спиченково»

## Описание
Куйбышевский район — это ворота города: въезд в город с севера, на территории района находятся, железнодорожный вокзал, автовокзал. Территория района включает в себя Абагуровский разъезд, Лапин Лог, Завокзальный микрорайон, Дальнее Куйбышево, Ближнее Куйбышево, Рабочий посёлок, Садопарк, Бунгур, Точилино, Редаково, Листвяги. Вдоль района протекает река Аба.
В районе имеется 447 многоквартирных домов, в них 37464 квартиры, а также 12976 частных домов. При въезде в Новокузнецк на территории района установлено приветствие «Вас приветствует дважды орденоносный Новокузнецк».

## Организации
- Новокузнецкий Строительный техникум;
- Церковь Архистратига Михаила;
- Железнодорожный вокзал «Новокузнецк»;
- Городская клиническая больница № 5;
- Детская городская клиническая больница № 4;
- МАУ «Многофункциональный культурно-досуговый комплекс Куйбышевского района».
- Муниципальное бюджетное учреждение дополнительного образования «Дом детского творчества № 2»
- МБОУ «Средняя общеобразовательная школа № 9» имени В. К. Демидова

## Экономика
- Кузнецкий машиностроительный завод, действует с 1942 года. На территории Новокузнецкий металлопрокатный завод;
- Штаб-квартира ОАО Южкузбассуголь;
- Абагурская аглофабрика (рядом с территорией района);
- Новокузнецкий завод металлообработки;
- пищевые: Новокузнецкий хладокомбинат, хлебозавод (действует с 1932 года, в настоящее время — ООО «Хлеб»), Шоколатье;

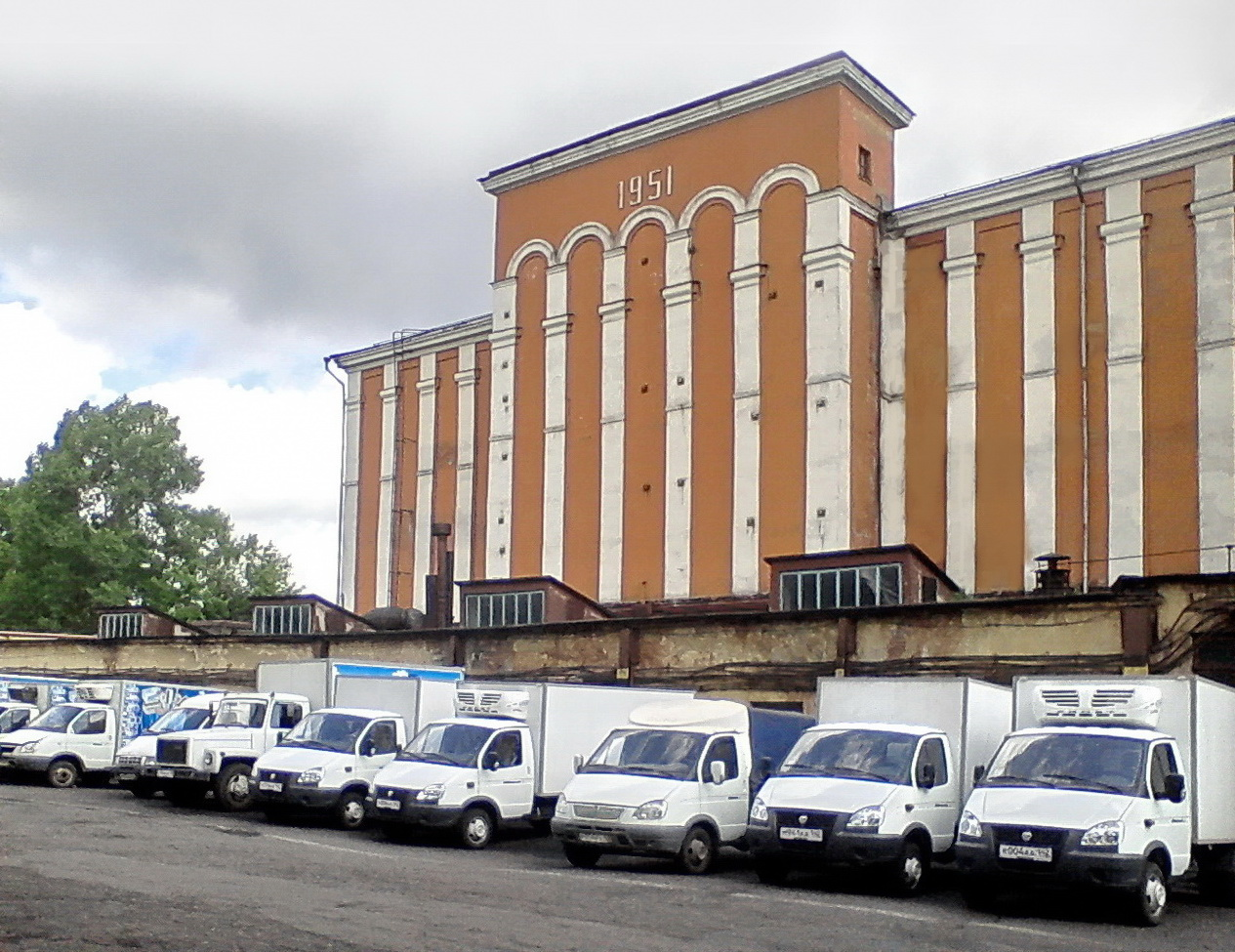
Здание Новокузнецкого хладокомбината

- транспортные: Автомобильный центр Новокузнецка, ремонтное Локомотивное депо, грузовое автопредприятие, Кузнецкспецтранс;
- Новокузнецкое трамвайно-троллейбусное управление;
- прочие: ООО КПС-технологии, Кузбасстромсервис, Упаксервис, Новокузнецкий завод по переработке и производству пластмасс.

Водоснабжение осуществляется от сетей Новокузнецкого водоканала, а также от сетей Сибирской сбытовой компании (6 скважин).

## Территориальные общественные самоуправления
- ТОС № 1 «Привокзальный»
- ТОС № 2 «Дальнее Куйбышево»
- ТОС № 3 «Ближнее Куйбышево»
- ТОС № 4 «Комсомольская площадка»
- ТОС № 5 «Садопарк» — Стекольный завод
- ТОС № 6 «Точилино»
- ТОС № 7 «Редаково» Кузедеевская
- ТОС № 8 «Бунгур» — Горноспасательная
- ТОС № 9 «Разъезд Абагуровский»
- ТОС № 10 «Листвяги»
- ТОС № 11 В Юпитер — п Северный — Батарейная
- ТОС № 12 Транспортная — школа 1
- ТОС Океан
- ТОС «Западный»
- ТОС № 13 «Телецентр»

### Почтовое деление
- 654004 — За вокзалом (Щорса)
- 654025 — Редаково (к северу от улиц Победы и Тимирязева, к югу от железной дороги)
- 654027 — Ближнее Куйбышево
- 654028 — район ст. «375 км.»
- 654035 — Точилино
- 654041 — между улицами Циолковского, Кутузова, пр. Дружбы, Октябрьским пр. и Транспортной ул.
- 654045 — Редаково (к югу от улиц Победы и Армавирской)
- 654063 — Дальнее Куйбышево

## Улицы

### Главные

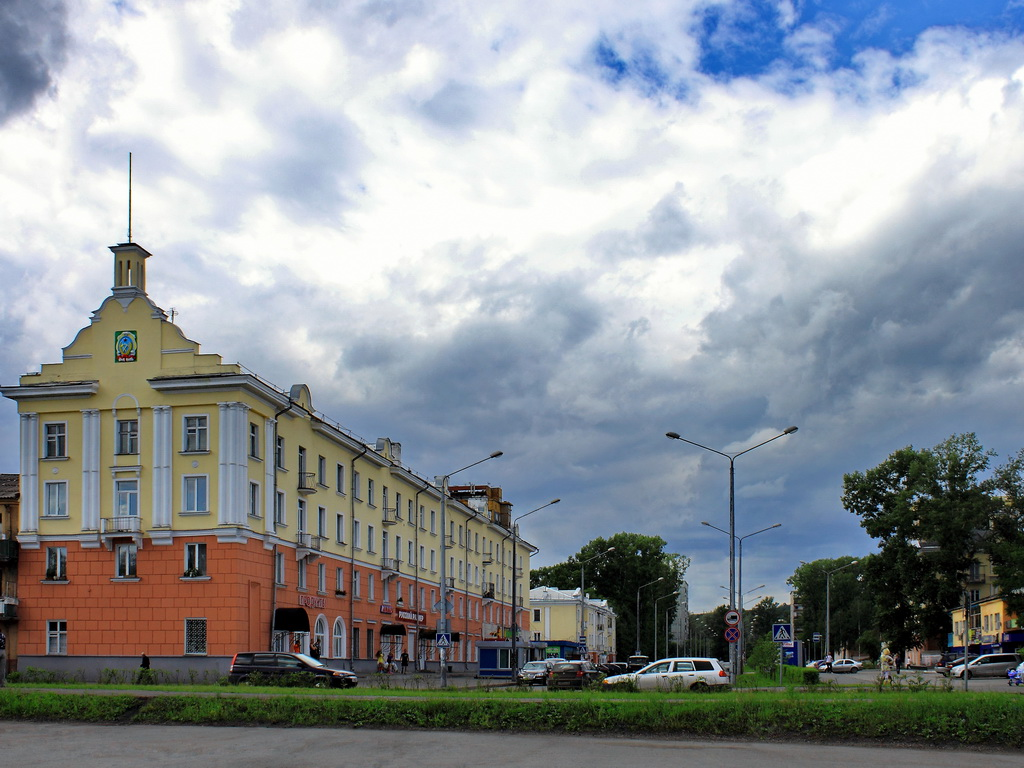
Ул. Карла Маркса

- улица Веры Соломиной (названа в честь Соломиной Веры Яковлевны 28 июня 1966 года)
- улица Димитрова (названа в честь Георгия Димитрова)
- улица Пролетарская
- улица К.Маркса (названа в честь Карла Маркса)
- улица 1 Мая
- улица Куйбышева (названа в честь Куйбышева Валериана Владимировича 17 мая 1938 года)
- улица Мичурина (названа в честь Мичурина Ивана Владимировича)
- улица Челюскина (названа в честь Челюскина Семёна Ивановича)
- улица Транспортная

- улица Воробьёва (названа в честь Воробьёва В. И. 22 марта 1972 года[5])
- улица Гайдара (названа в честь Гайдара Аркадия Петровича)
- улица Герасименко (названа в честь Герасименко Ивана Саввича)

- улица Глинки (названа в честь Глинки Константина Дмитриевича)
- улица Гончарова (названа в честь Гончарова Ивана Александровича)
- улица Дарвина (названа в честь Дарвина Чарлза 16 января 1940 года)
- улица Довженко (названа в честь Довженко Александра Петровича)
- улица Жасминная
- улица Жени Стожкова
- улица Жуковского
- улица Зои Космодемьянской (названа в честь Космодемьянской Зои Анатольевны)
- улица Калинина (названа в честь Калинина Михаила Ивановича)
- улица Клары Цеткин (названа в честь Цеткин Клары)
- улица Климовская
- улица Красилова (названа в честь Александра Красилова)

- улица Лазо (названа в честь Лазо Сергея Георгиевича)
- улица Лермонтова (названа в честь Лермонтова Михаила Юрьевича)
- улица Либкнехта (названа в честь Либкнехта Карла)
- улица Ломоносова (названа в честь Ломоносова Михаила Васильевича)
- улица Макаренко (названа в честь Макаренко Антона Семёновича)
- улица Матросова (названа в честь Матросова Александра Матвеевича)
- улица Маяковского (названа в честь Маяковского Владимира Владимировича)
- улица Нахимова (названа в честь Нахимова Павла Степановича)
- улица Невского (названа в честь Александра Невского)
- улица Никитинская
- улица Николаевская
- улица Островского (названа в честь Островского Николая Алексеевича)
- улица Отдельная
- улица Переездная
- улица Погодина
- улица Пожарского (названа в честь Пожарского Дмитрия Михайловича)
- улица Ржевская (названа в честь Ржевский Владимир Васильевич)
- улица Розы Люксембург (названа в честь Люксембург Розы)
- улица Седова (названа в честь Седова Георгия Яковлевича)
- улица Семашко (названа в честь Семашко Николай Александрович)
- улица Сибиряков-Гвардейцев (названа в честь новокузнечан — добровольцев, участвовавших в Великой Отечественной войны в составе 22-й Гвардей)
- улица Станиславского (названа в честь Станиславского Константина Сергеевича)
- улица Сурикова (названа в честь Сурикова Василия Ивановича)
- улица Тимирязева (названа в честь Тимирязева Климента Аркадьевича)
- улица Урицкого (названа в честь Урицкого Моисея Соломоновича)
- улица Успенская
- улица Фрунзе (названа в честь Фрунзе Михаила Васильевича)
- улица Чайковского (названа в честь Чайковского Петра Ильича)
- улица Чапаева (названа в честь Чапаева Василия Ивановича)
- улица Черемнова (названа в честь Черемнова Леонтия Арсентьевича)

- улица Чернова
- улица Чернышевского (названа 16 января 1940 года в честь Чернышевского Николая Гавриловича)
- улица Шаумяна (названа в честь Шаумяна Степана Георгиевича)
- улица Щебелинская
- улица Щербаковская
- улица Щетинкина (названа в честь Щетинкина Петра Ефимовича)
- улица Щорса (названа в честь Щорса Николая Александровича)
- улица Энгельса (названа в честь Энгельса Фридриха)
- улица Юдина (названа в честь Юдина Владимира Георгиевича)

### Второстепенные
- улица Айвазовского (названа в честь Айвазовского Ивана Константиновича)
- улица Бабушкина (названа в честь Бабушкина Ивана Васильевича)
- улица Багратиона (названа в честь Багратиона Петра Ивановича)
- улица Богдана Хмельницкого (названа в честь Богдана Хмельницкого)
- улица Вахтангова (названа в честь Вахтангова Евгения Багратиновича)

## География
Высочайшая точка Куйбышевского района — вершина имени Виктора Константиновича Демидова, высота — 445 м.
На территории района находится аэропорт Спиченково.
По границе района протекает река Кондома.